# Grevillea petrophiloides
Grevillea petrophiloides är en tvåhjärtbladig växtart. Grevillea petrophiloides ingår i släktet Grevillea och familjen Proteaceae.

## Underarter
Arten delas in i följande underarter:
- G. p. petrophiloides
- G. p. remota